# Digonis
Digonis là một chi bướm đêm thuộc họ Geometridae.